# ІФК Мальме
ІФК Мальме (швед. Idrottsföreningen Kamraterna Malmö) — шведський футбольний клуб із однойменного міста. 

## Історія
Заснований 23 квітня 1899 року. 
Провів 13 сезонів у  Аллсвенскан (1924-26, 1928-32, 1952-53, 1956-62): зіграв 297 матчів, в яких здобув 90 перемог, 63 нічиїх і 144 поразки, різниця м'ячів 428-619.
Виступає в 4-й лізі Швеції (дивізіон 2).

## Досягнення
Аллсвенскан:
- 2-е місце (1):  1960

## Сезони в чемпіонаті Швеції
| Сезон     | Рівень | Ліга        | Підгрупа          | Місце | Примітки             |
| --------- | ------ | ----------- | ----------------- | ----- | -------------------- |
| 1924—1925 | 1      | Аллсвенскан |                   | 10    |                      |
| 1925—1926 | 1      | Аллсвенскан |                   | 11    | Вибув                |
|           |        |             |                   |       |                      |
| 1928—1929 | 1      | Аллсвенскан |                   | 8     |                      |
| 1929—1930 | 1      | Аллсвенскан |                   | 10    |                      |
| 1930—1931 | 1      | Аллсвенскан |                   | 6     |                      |
| 1931—1932 | 1      | Аллсвенскан |                   | 11    | Вибув                |
|           |        |             |                   |       |                      |
| 1952—1953 | 1      | Аллсвенскан |                   | 12    | Вибув                |
|           |        |             |                   |       |                      |
| 1956—1957 | 1      | Аллсвенскан |                   | 10    |                      |
| 1957—1958 | 1      | Аллсвенскан |                   | 7     |                      |
| 1959      | 1      | Аллсвенскан |                   | 9     |                      |
| 1960      | 1      | Аллсвенскан |                   | 2     |                      |
| 1961      | 1      | Аллсвенскан |                   | 6     |                      |
| 1962      | 1      | Аллсвенскан |                   | 11    | Вибув                |
|           |        |             |                   |       |                      |
| 2001      | 2      | Супереттан  |                   | 11    |                      |
| 2002      | 2      | Супереттан  |                   | 7     |                      |
| 2003      | 2      | Супереттан  |                   | 14    | Вибув                |
|           |        |             |                   |       |                      |
| 2018      | 4      | Дивізіон 2  | Західний Йоталанд | 3     |                      |
| 2019      | 4      | Дивізіон 2  | Західний Йоталанд | 12    | Плей-оф на вибування |
| 2020      | 4      | Дивізіон 2  | Західний Йоталанд | 1     | Підвищався           |
| 2021      | 3      | Дивізіон 1  | Південь           |       |                      |

## Виступи в єврокубках
Кубок європейських чемпіонів:
У 1960 році представляв Швецію в Кубку європейських чемпіонів як лідер після весняного кола (чемпіонат проходив за системою весна-літо). У підсумку сезону поступився клубу ІФК Норрчепінг і завоював срібні медалі.
| Сезон     | Раунд |           | Клуб             | Рахунок  |
| --------- | ----- | --------- | ---------------- | -------- |
| 1960—1961 | 1/16  | Фінляндія | ГІФК Гельсінкі   | 3-1, 2-1 |
| 1960—1961 | 1/8   | Болгарія  | ЦДНА Софія       | 1-0, 1-1 |
| 1960—1961 | 1/4   | Австрія   | «Рапід» (Відень) | 0-2, 0-2 |

- 1/16, 1/8, 1/4 — 1/16, 1/8, 1/4 фіналу.

6 матчів, 3 перемоги, 1 нічия, 2 поразки, різниця м'ячів 7-7.